# Beda Fomm
Beda Fomm, ook geschreven als Bi’r Bayḑā’ Fumm, is een kustplaats aan de Golf van Sirte in de Libische gemeente Benghazi. Beda Fomm ligt tussen de plaatsen Benghazi en El Agheila.
Beda Fomm is bekend van de Slag bij Beda Fomm die in 1941 tijdens de Tweede Wereldoorlog werd geleverd tussen het Britse en het Italiaanse leger.